# 長泉寺 (北杜市)
長泉寺（ちょうせんじ）は、山梨県北杜市須玉町若神子にある時宗の寺院。甲斐百八霊場第69番札所。

## 歴史
創建年代は不明である。1888年（明治21年）の火災で古文書を焼失してしまったからである。当初は真言宗の寺院であったが、時宗遊行上人第2世他阿真教の訪問を機に、時宗に転宗した。
当寺には、「南無阿弥陀仏」の六字名号が刻まれた板碑がある。山梨県の文化財に指定されている。また1990年（平成2年）に東京の古書店で発見された徳川家康からの朱印状も所蔵している。

## 境内

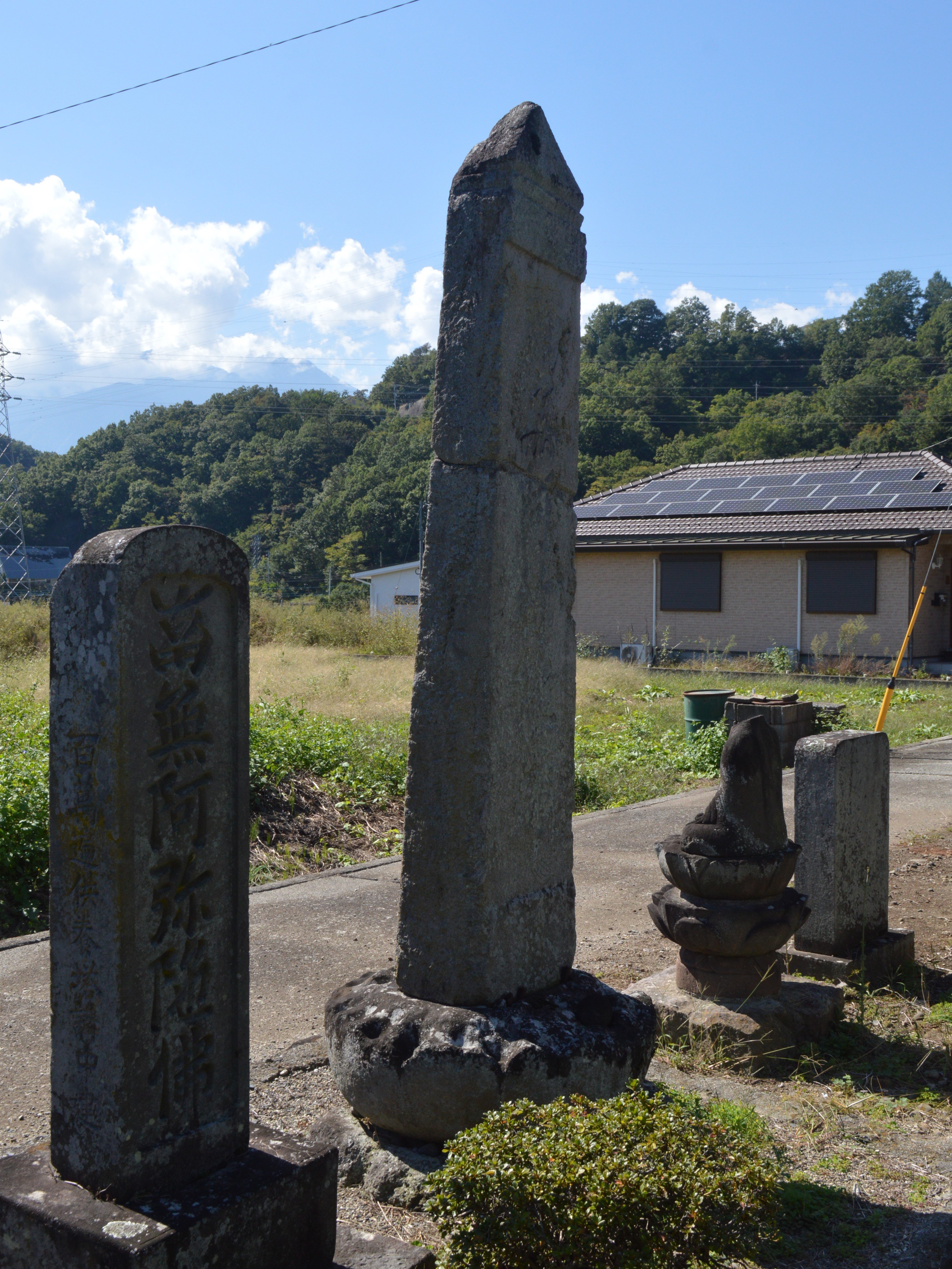
長泉寺名号板碑

- 本堂
- 山門
- 宝物殿
- 長泉寺名号板碑

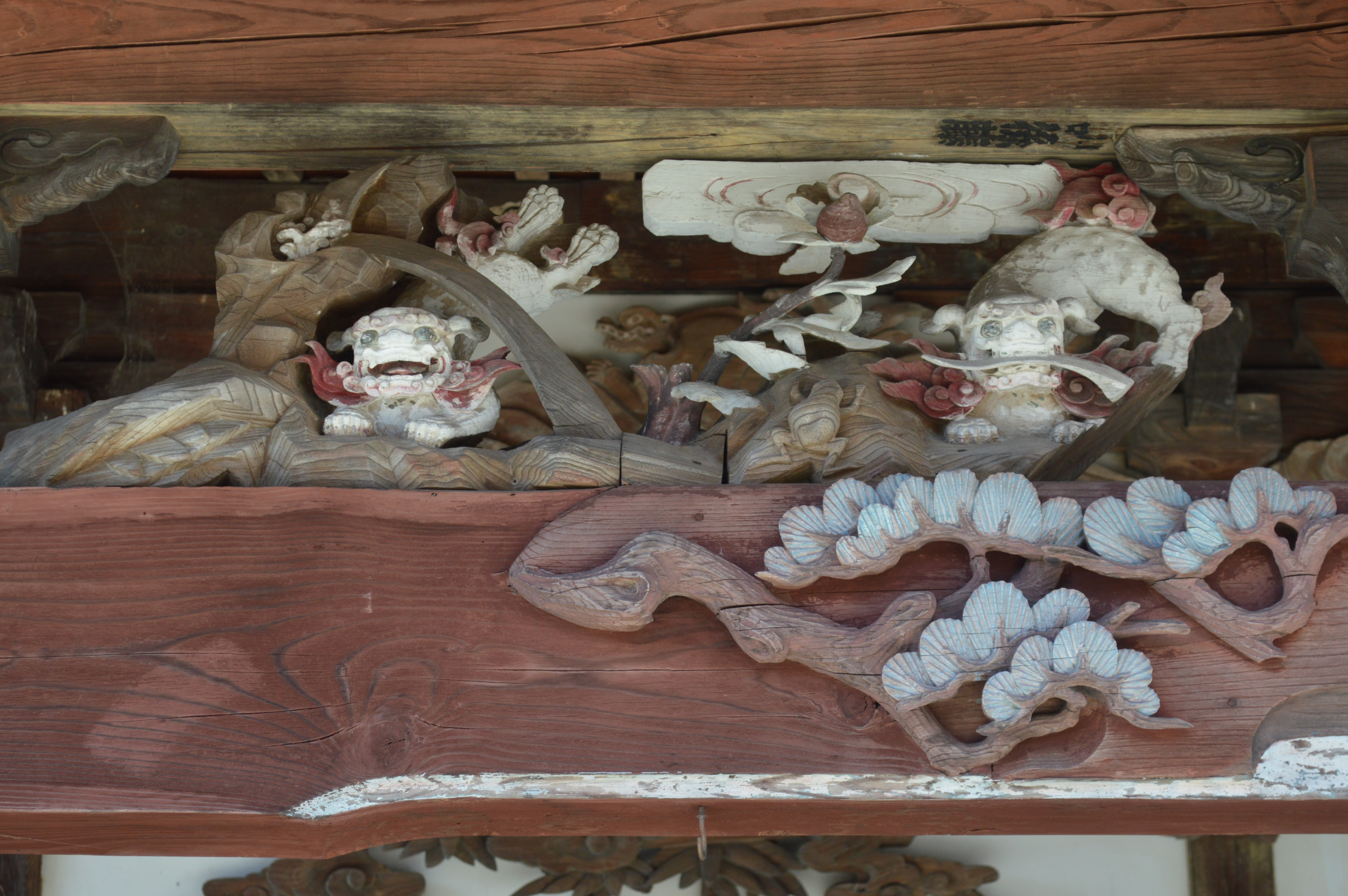
本堂の彫刻
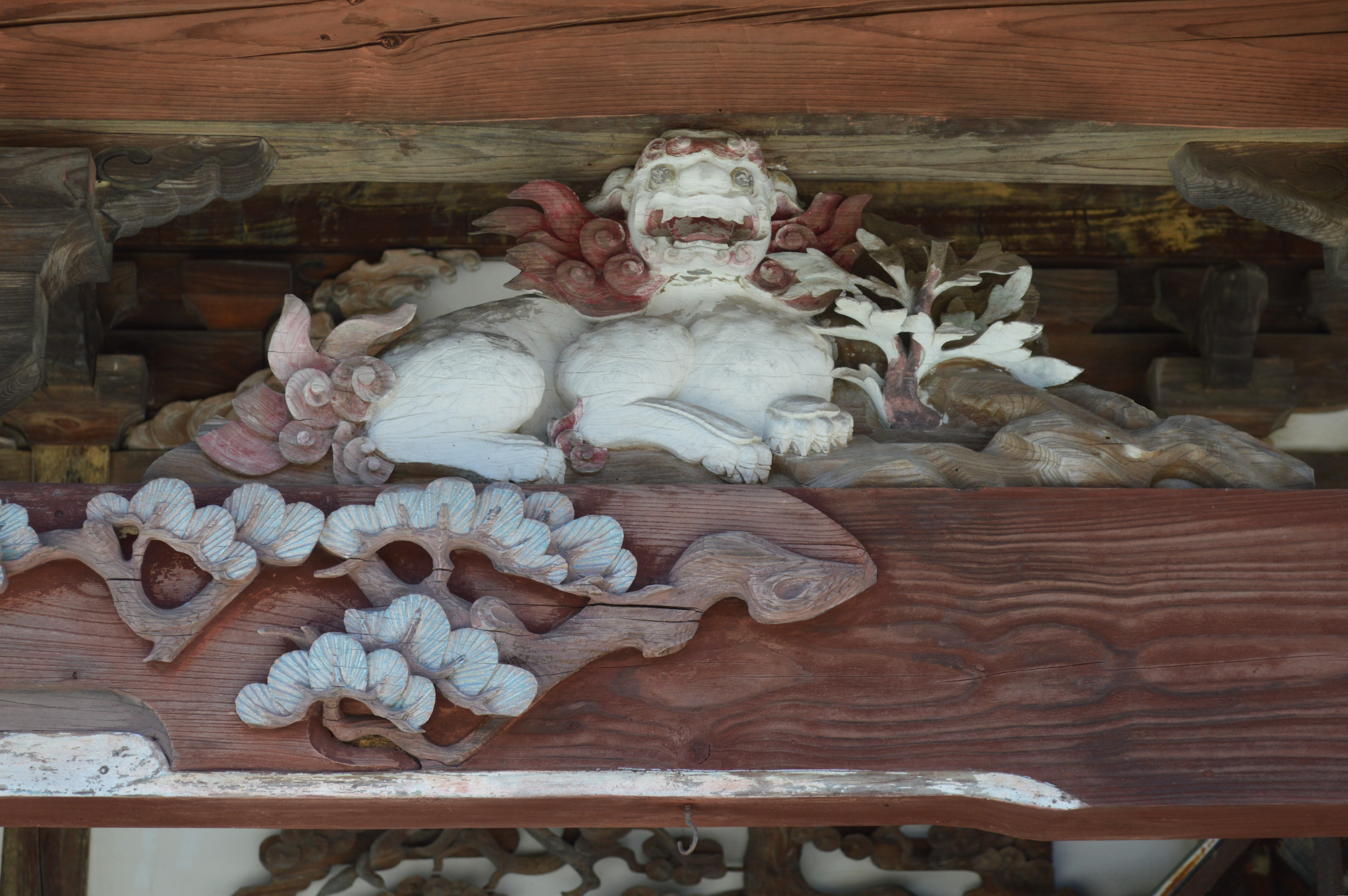
本堂の彫刻
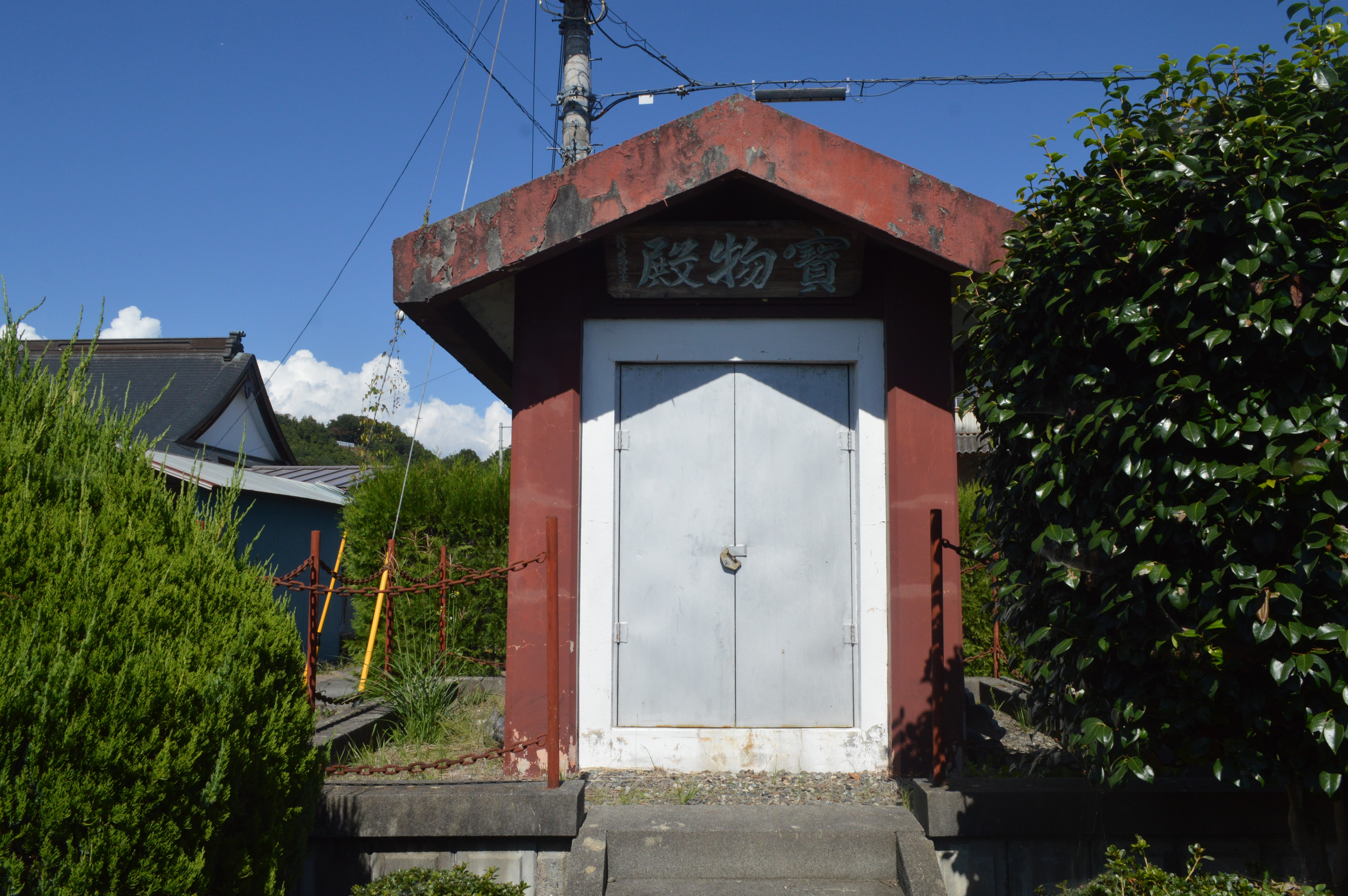
宝物殿

## 文化財

### 山梨県指定文化財
- 長泉寺名号板碑1基 - 1987年（昭和62年）5月20日指定[3]。

## 交通アクセス
- 中央自動車道須玉ICより車5分。